# Rhynchosia argentea
Rhynchosia argentea är en ärtväxtart som beskrevs av William Henry Harvey. Rhynchosia argentea ingår i släktet Rhynchosia och familjen ärtväxter. Inga underarter finns listade i Catalogue of Life.